# Olga Modrachová
Olga Modrachová (ur. 9 maja 1930 w Pradze, zm. 30 stycznia 1995 w Brnie) – czeska lekkoatletka reprezentująca Czechosłowację.

## Kariera
W 1947 została srebrną medalistką akademickich mistrzostw świata w skoku wzwyż z wynikiem 1,40 m i brązową w skoku w dal z wynikiem 4,91 m. W 1950 zdobyła brązowy medal mistrzostw Europy w pięcioboju z 3026 pkt. W 1951 wywalczyła brąz akademickich mistrzostw świata w pięcioboju z 3186 pkt. W 1952 wystartowała na igrzyskach olimpijskich, na których zajęła 5. miejsce w skoku wzwyż z wynikiem 1,58 m. W 1953 została srebrną medalistką akademickich mistrzostw świata w skoku wzwyż z wynikiem 1,61 m. W 1954 zdobyła brązowy medal mistrzostw Europy w skoku wzwyż z wynikiem 1,63 m. W 1955 wywalczyła srebro akademickich mistrzostw świata w skoku wzwyż z wynikiem 1,64 m. W 1956 wystąpiła na igrzyskach olimpijskich, na których była 10. w skoku wzwyż z wynikiem 1,64 m.

## Dalsze losy
W latach 1975-1979 była przewodniczącą czeskiego klubu olimpijczyków (cz. Český klub olympioniků).

## Życie osobiste
Była żoną Jiříego Davida.